# Château des Griffons
La maison de maître dite château des Griffons est située sur la commune de Bassens, en Gironde.

## Historique
Le domaine Bonnefon est acquis au XIXe siècle par Marc Maurel (1826-1911), économiste bordelais, membre du Conseil municipal de Bordeaux en 1870. Il y fait construire en 1863 l'actuel château les Griffons par l'architecte Charles Berger.
En 1923, ses enfants vendent le domaine au négociant Paul Charles Galène.
En 1934, la commune de Bassens acquiert le château.
Le domaine est restauré en 2001 : il abrite actuellement le pôle associatif de Bassens.